# Liste der Bodendenkmäler in Krailling
Auf dieser Seite sind die Bodendenkmäler in der oberbayerischen Gemeinde Krailling zusammengestellt. Diese Tabelle ist eine Teilliste der Liste der Bodendenkmäler in Bayern. Grundlage ist die Bayerische Denkmalliste, die auf Basis des Bayerischen Denkmalschutzgesetzes vom 1. Oktober 1973 erstmals erstellt wurde und seither durch das Bayerische Landesamt für Denkmalpflege geführt wird. Die folgenden Angaben ersetzen nicht die rechtsverbindliche Auskunft der Denkmalschutzbehörde.

## Bodendenkmäler in Krailling
| Lage                | Objekt | Akten-Nr.     | Bild         |
| ------------------- | --- | ------------- | ------------ |
| (Standort)          | Reihengräberfeld des frühen Mittelalters. | D-1-7834-0040 |              |
| (Standort)          | Hofwüstung („Kreuzing“) und abgegangene Kirche des späten Mittelalters und der frühen Neuzeit (St. Nikolaus). | D-1-7834-0291 |              |
| (Standort)          | Siedlung der Späthallstatt-/Frühlatènezeit sowie des frühen Mittelalters, des hohen und späten Mittelalters und der frühen Neuzeit.                                                                                                   | D-1-7834-0386 |              |
| (Standort)          | Untertägige frühneuzeitliche Befunde im Bereich der katholischen Kapelle St. Nikolaus in Frohnloh. | D-1-7933-0239 |              |
| (Standort)          | Grabhügel vorgeschichtlicher Zeitstellung. | D-1-7933-0254 |              |
| (Standort)          | Siedlung der Latènezeit, Siedlung mit Töpferei der römischen Kaiserzeit, Siedlung und Körpergräber des frühen Mittelalters sowie abgegangenes Hofmarkschloss der frühen Neuzeit mit zugehörigem Wirtschaftshof („Schloss Krailling“). | D-1-7934-0046 | Bodendenkmal |
| (Standort)          | Straße der römischen Kaiserzeit (Teilstück der Trasse Augsburg–Salzburg). | D-1-7934-0144 |              |
| Frohnloh (Standort) | Körpergräber des frühen Mittelalters. | D-1-7934-0263 |              |
| (Standort)          | Untertägige spätmittelalterliche und frühneuzeitliche Befunde im Bereich der katholischen Filialkirche St. Margareth in Krailling und ihres Vorgängerbaus.                                                                            | D-1-7934-0293 |              |